# Szkoła muzyczna

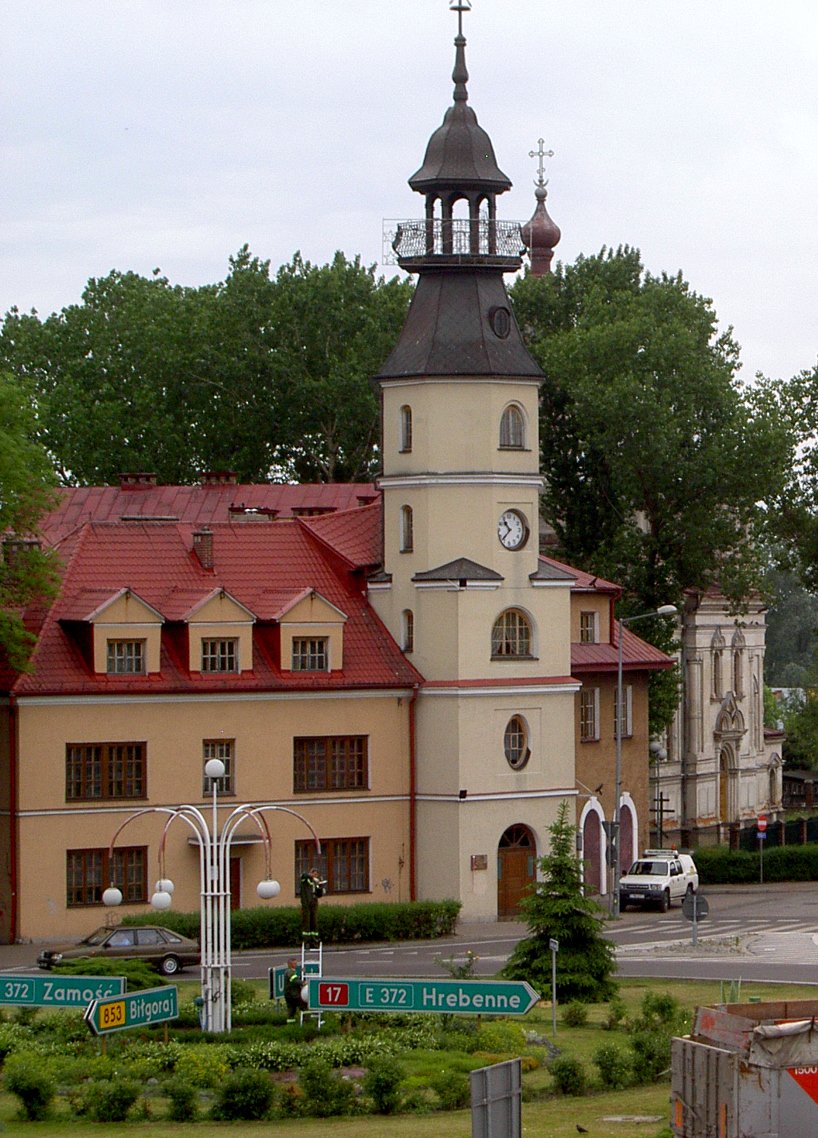
Państwowa Szkoła Muzyczna I st. w Tomaszowie Lubelskim

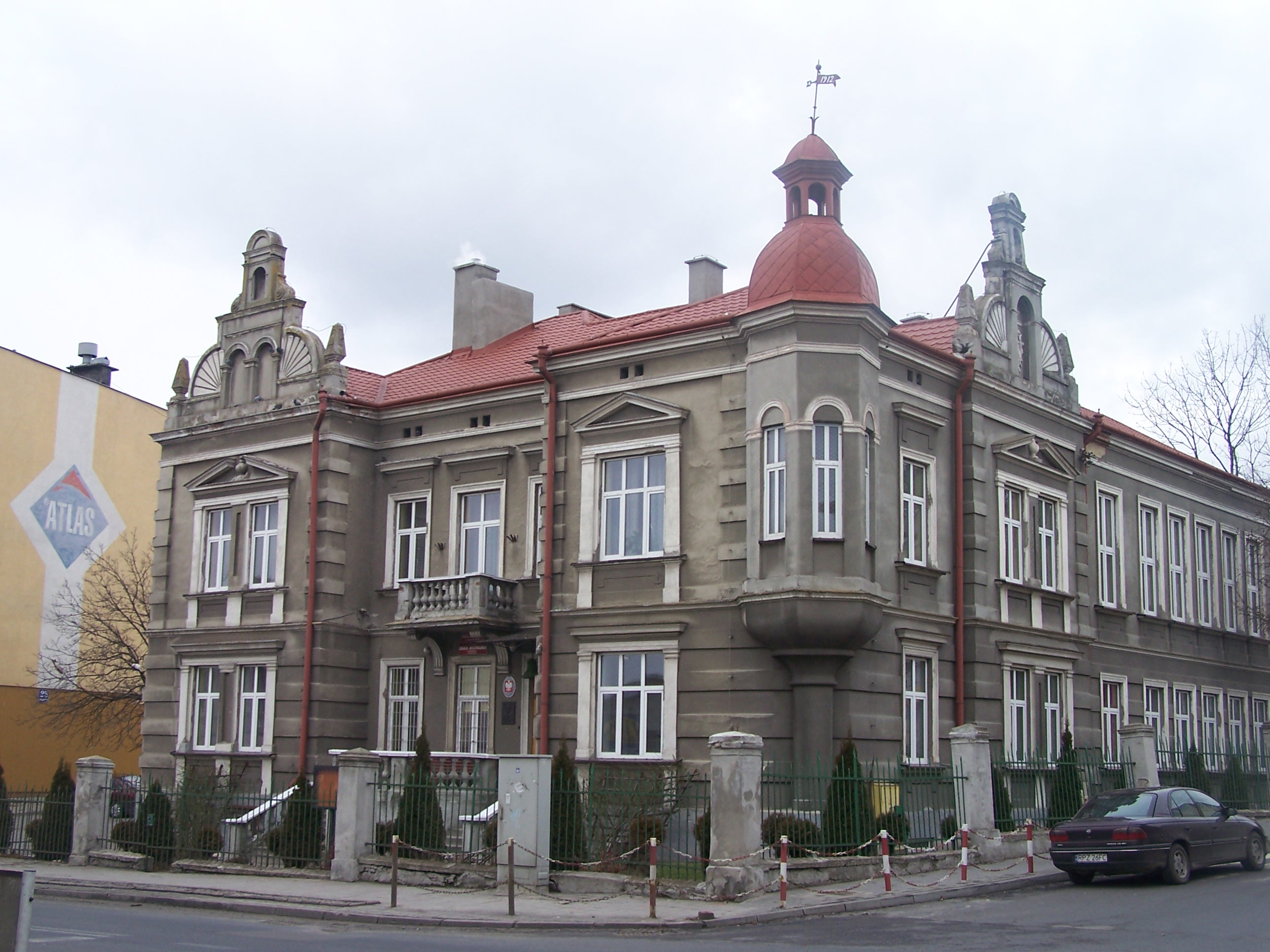
Państwowa Szkoła Muzyczna I st. im. Mieczysława Karłowicza w Przeworsku

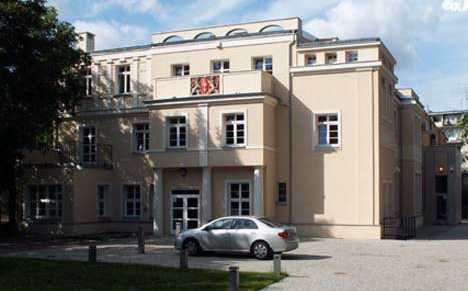
Szkoła Muzyczna II st. im. Fryderyka Chopina w Gdańsku-Wrzeszczu

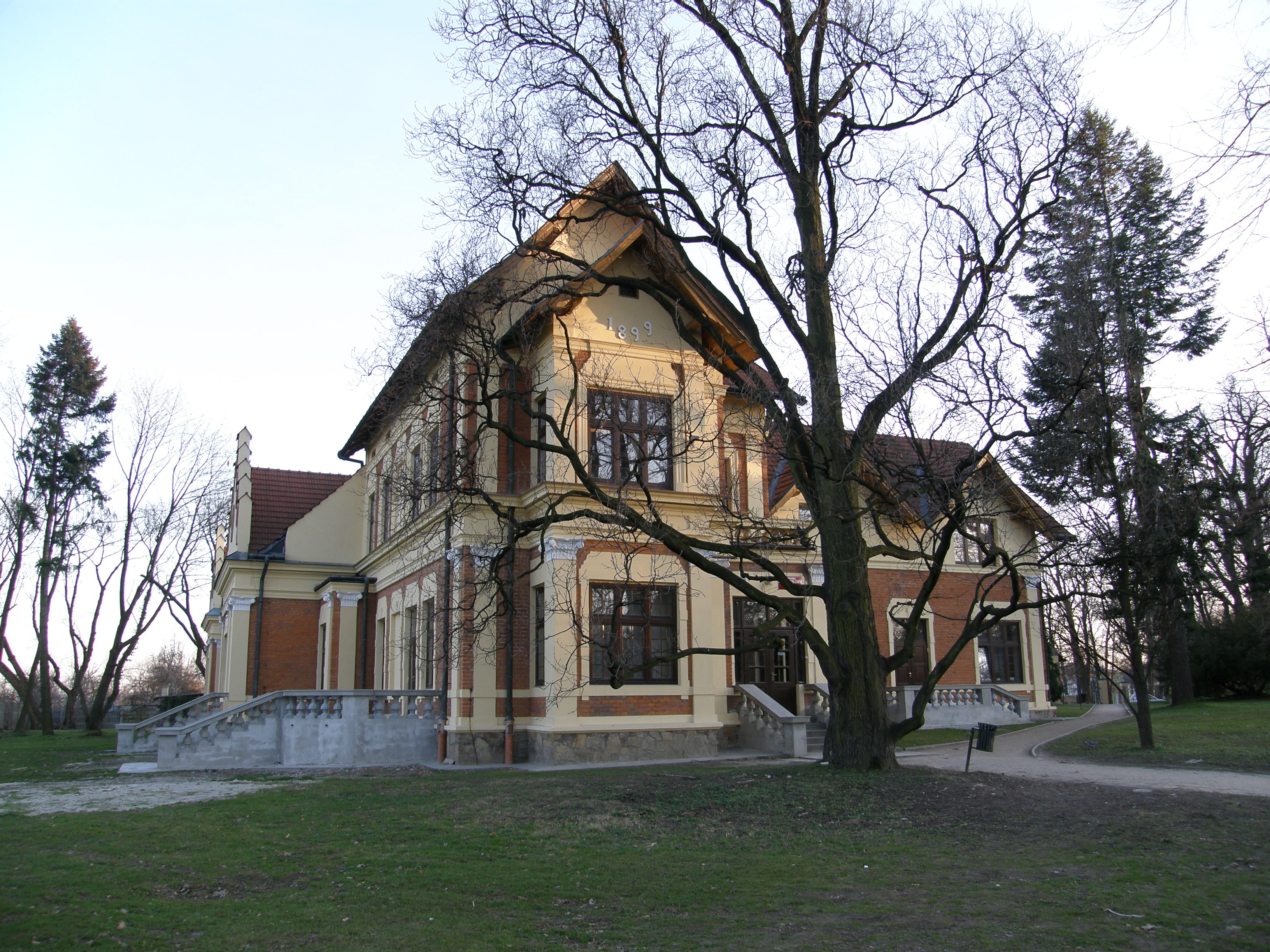
Państwowa Szkoła Muzyczna I st. im. T. Leszetyckiego w Łańcucie

Szkoła muzyczna – instytucja prowadząca kształcenie w zakresie muzyki. Szkoła wyższa tego rodzaju bywa nazywana konserwatorium.

## System szkół w Polsce
Szkolnictwo muzyczne w Polsce tworzy odrębny od szkół ogólnokształcących system, który stwarza uzdolnionym muzycznie dzieciom i młodzieży możliwość indywidualnego, nieodpłatnego kształcenia w zakresie muzyki. Organami prowadzącymi szkoły są: 
- Ministerstwo Kultury i Dziedzictwa Narodowego oraz instytucje podrzędne: Departament Szkolnictwa Artystycznego i Edukacji Kulturalnej MKiDN i Centrum Edukacji Artystycznej;
- jednostki samorządu terytorialnego;
- osoby fizyczne lub stowarzyszenia.

System opiera się na trzystopniowym modelu kształcenia, obejmującym szkołę podstawową (I stopnia), średnią (II stopnia) oraz wyższą (uczelnia muzyczna, dawniej konserwatorium lub wyższa szkoła muzyczna, obecnie akademia muzyczna lub uniwersytet muzyczny).
Szkoły prowadzone przez MKiDN oraz jednostki samorządu terytorialnego (a także nieliczne inne) mają status szkół publicznych, a prowadzone przez osoby fizyczne lub stowarzyszenia – niepublicznych. Część szkół niepublicznych posiada identyczne uprawnienia w zakresie kształcenia, co szkoły publiczne.

## Szkoła muzyczna I stopnia
Według danych Ministerstwa Kultury i Dziedzictwa Narodowego szkoły tego typu stanowią ok. 70% wszystkich polskich szkół artystycznych. Mają znaczenie nie tylko jako placówki przygotowujące muzykalne dzieci do podjęcia dalszego kształcenia, ale także instytucje kulturotwórcze w swoim regionie – organizujące koncerty, audycje, festiwale i konkursy. Zgodnie z obowiązującym rozporządzeniem w sprawie szczegółowych kwalifikacji wymaganych od nauczycieli szkół artystycznych zajęcia prowadzone są przez pedagogów z wykształceniem wyższym, absolwentów co najmniej studiów I stopnia uczelni muzycznych.
Kształcenie obejmuje naukę gry na wybranym instrumencie w ramach regularnych, indywidualnych zajęć z pedagogiem – pracy na zasadzie mistrz-uczeń. Lekcje instrumentu odbywają się dwa razy w tygodniu. Uczeń uczęszcza także na grupowe zajęcia teoretyczne: rytmika i kształcenie słuchu (klasy młodsze) oraz audycje muzyczne i kształcenie słuchu (klasy starsze). Ponadto uczeń może grać w zespole kameralnym, w orkiestrze lub śpiewać w chórze.
Szkołę I stopnia można realizować w 6-letnim lub 4-letnim cyklu kształcenia. Przyjmowani są kandydaci w wieku od 6 do 16 roku życia; podstawą przyjęcia jest zwykle test (odbywający się w miesiącach kwiecień-czerwiec) sprawdzający uzdolnienia muzyczne, warunki psychofizyczne oraz predyspozycje do nauki gry na wybranym instrumencie. Do przeprowadzanych testów należą m.in. Średnia Miara Słuchu Muzycznego E. Gordona (tzw. test gordonowski) oraz Test Inteligencji Muzycznej H. Winga.
Istnieją również ogólnokształcące szkoły muzyczne I stopnia, w których prowadzone jest ponadto kształcenie ogólne w zakresie szkoły podstawowej (stąd często szkoły muzyczne kształcące tylko w zakresie przedmiotów muzycznych nazywane są "szkołami popołudniowymi").

## Szkoła muzyczna II stopnia
Szkoła II stopnia trwa 4 lub 6 lat i kończy się egzaminem dyplomowym – uzyskaniem tytułu zawodowego. Szkoły mogą prowadzić następujące specjalności:
- instrumentalistyka klasyczna − kształcąca w zawodzie muzyk w 4- lub 6-letnim cyklu kształcenia,
- instrumentalistyka jazzowa – kształcąca w zawodzie muzyk w 4- lub 6-letnim cyklu kształcenia,
- wokalistyka klasyczna – kształcąca w zawodzie muzyk w 4-letnim cyklu kształcenia,
- wokalistyka jazzowa – kształcąca w zawodzie muzyk w 4-letnim cyklu kształcenia,
- rytmika – kształcąca w zawodzie muzyk w 6-letnim cyklu kształcenia,
- lutnictwo – kształcąca w zawodzie muzyk w 6-letnim cyklu kształcenia.

Specjalność instrumentalistyka jest prowadzona w Polsce przez wszystkie szkoły II stopnia, pozostałe występują w zależności od szkoły, przy czym lutnictwa uczy wyłącznie Poznańska Ogólnokształcąca Szkoła Muzyczna II stopnia.
W szkołach II stopnia, podobnie jak w szkole I stopnia, zajęcia instrumentalne lub wokalne odbywają się indywidualnie w wymiarze dwóch godzin lekcyjnych w tygodniu. W ciągu sześciu lat realizowany jest szereg przedmiotów teoretycznych w różnych wymiarach godzinowych: literatura muzyczna, zasady muzyki z elementami edycji nut, kształcenie słuchu, historia muzyki, analiza dzieła muzycznego, nauka akompaniamentu, harmonia praktyczna. Ponadto funkcjonują zespoły kameralne, zespoły wokalne, orkiestry i chóry.
Przyjmowani są kandydaci w wieku 10–23 lat na podstawie konkursowego egzaminu wstępnego zdawanego w maju lub czerwcu. Egzamin obejmuje zarówno część praktyczną (przygotowany program), jak i teoretyczną (kształcenie słuchu z elementami zasad muzyki).
Istnieją również ogólnokształcące szkoły muzyczne II stopnia, w których prowadzone jest ponadto kształcenie ogólne w zakresie gimnazjum i liceum ogólnokształcącego, umożliwiające uzyskanie świadectwa dojrzałości po zdaniu egzaminu maturalnego.

### Zespoły szkół
Szkoły muzyczne mogą być łączone w zespoły obejmujące różne typy szkół, z reguły użytkujące wspólne mienie (budynki, wyposażenie itp.).

## Policealna szkoła muzyczna
Nauka w policealnej szkole muzycznej trwa 3 lata i kończy się egzaminem dyplomowym.

## Uczelnia muzyczna
Na akademie muzyczne oraz uniwersytet muzyczny przyjmowani są kandydaci wykazujący się poziomem wiedzy i umiejętności odpowiadającym poziomowi kształcenia szkoły II stopnia (sam dyplom nie jest wymagany) oraz posiadający świadectwo dojrzałości po zdaniu egzaminu maturalnego. Studia dzielą się na stopnie – I, II oraz III stopnia.